# Tango Dorado
Tango Dorado (Gouden Tango) is een septet met 2 violen, 2 bandoneon's, piano, bas en elektrische gitaar. Tot 2003 bestond dit ensemble als het kwintet Locura Tanguera. Het ensemble staat onder leiding van Christiaan van Hemert, die tevens het ensemble oprichtte.
De musici (Christiaan van Hemert, Jacqueline Edeling, Alexandre Mota Kanji, Derk Lottman, Margreet Markerink, Eelco van de Meeberg, Daniël Lehmann) zijn sinds 2003 bij elkaar als septet.
Van 1999 tot 2003 was de kern van Locura Tanguera als kwintet actief met voornamelijk Tango Nuevo van Ástor Piazzolla.
Tango Dorado werkte samen met verschillende gerenommeerde artiesten zoals: Sandra Rumolino, Jenny Arean, José Rivero, Ricardo Prada, Petra Berger en Stochelo Rosenberg.
Tango Dorado heeft twee dubbel-CD's opgenomen voor de labels Brilliant Classics en voor Casa de Musica. In 2007 werd ook een DVD geproduceerd met een registratie van een live theatershow.
Tango Dorado staat onder management van "Effacta Productions".